# Plicník měkký

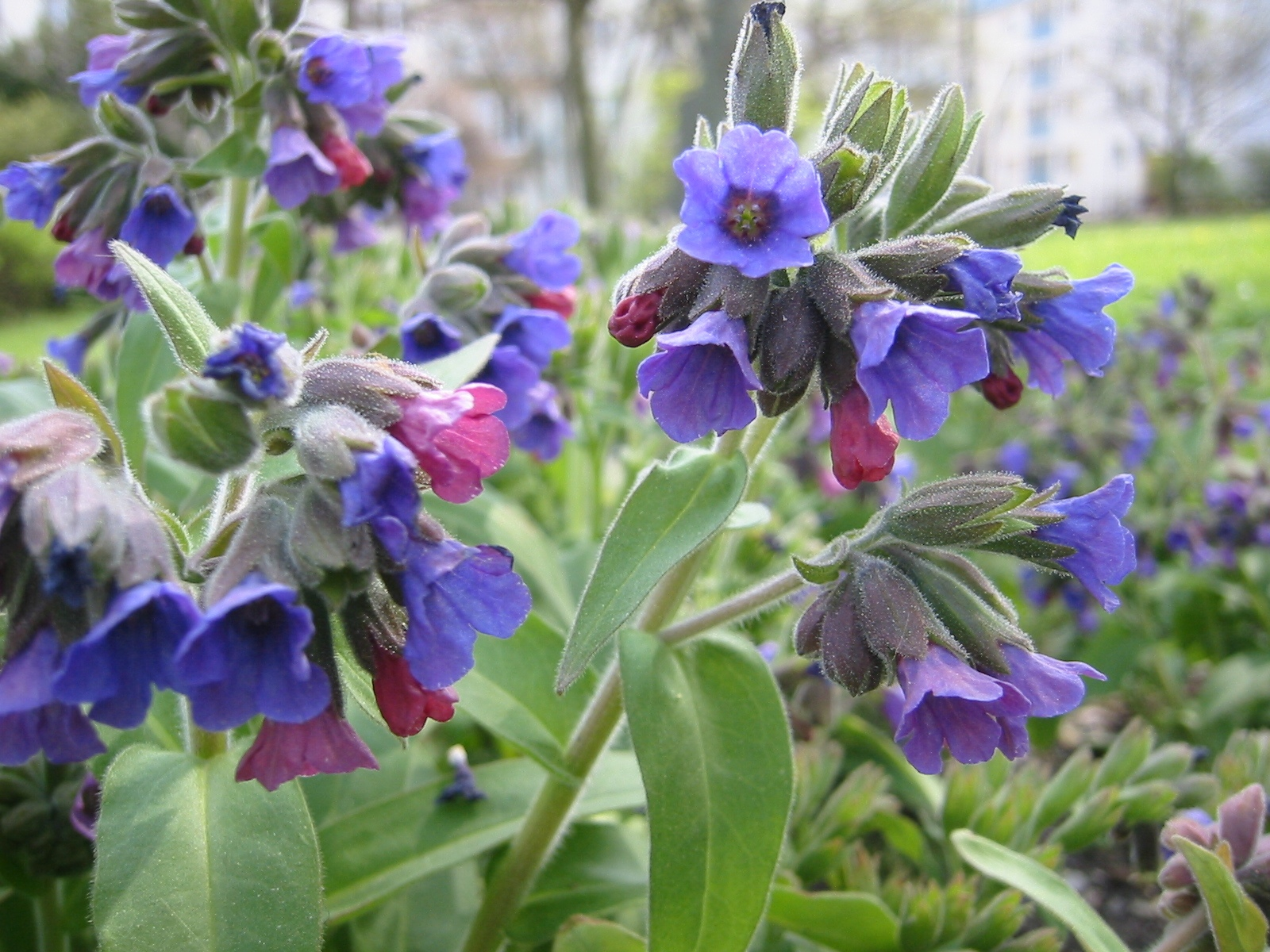
Květenství

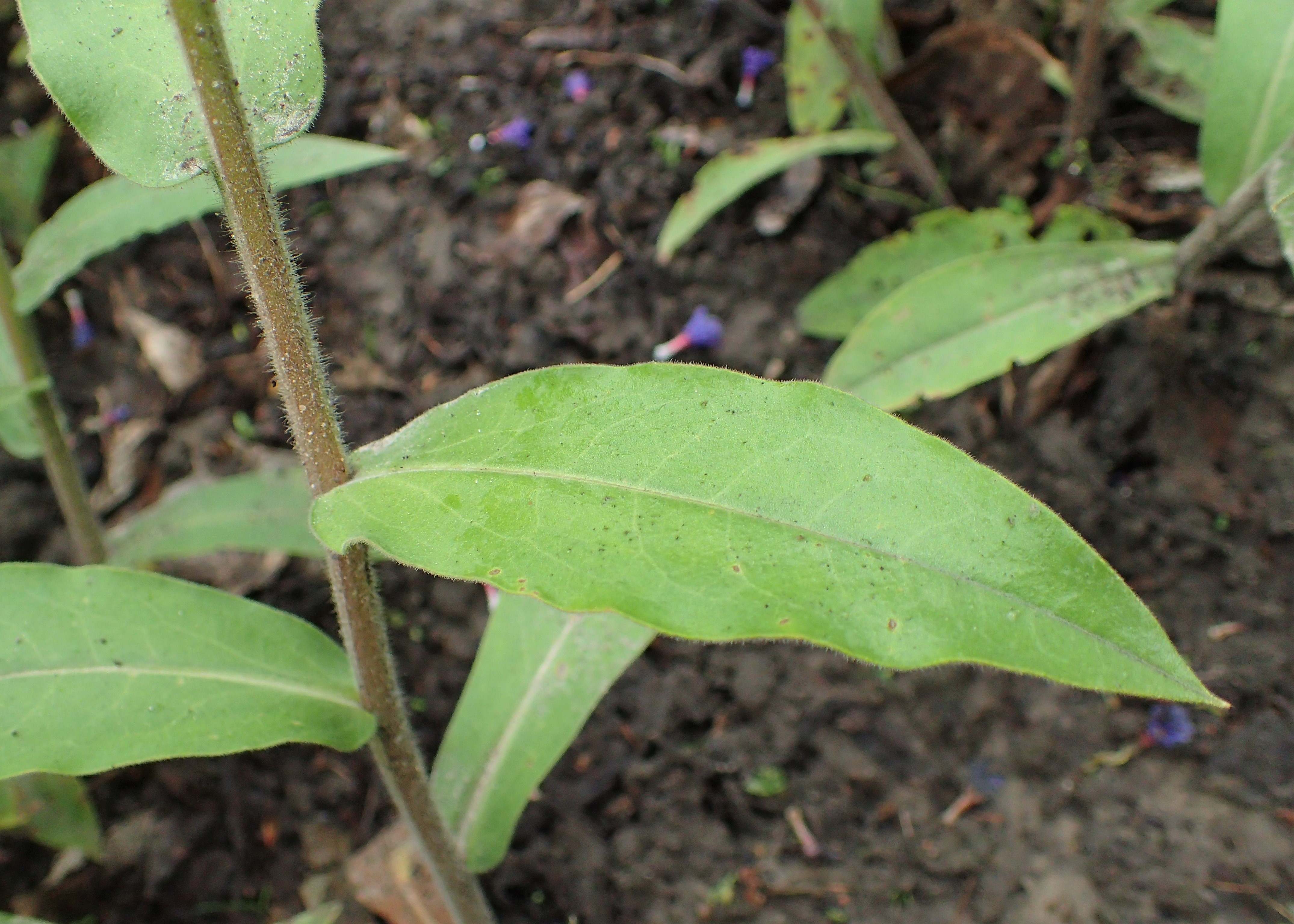
Chlupatá lodyha s listy

Plicník měkký (Pulmonaria mollis) je vytrvalá, do půl metru vysoká rostlina rostoucí na suchých loukách nebo ve světlých lesích, která v jarních měsících kvete červenofialovými zvonkovitými květy. Dříve byla tato bylina považována za léčivou, nyní je díky obsahu alkaloidu pyrrolizidinu považována za jedovatou.

## Rozšíření
Rostlina je původním druhem ve střední, východní a jihovýchodní Evropě včetně Turecka a dále i v ruské Sibiři a Kavkaze, ve Střední Asii, Mongolsku i severní Číně. Podle jiných údajů je původním druhem pouze ve střední a jihovýchodní Evropě a údaje z východní Evropy i Asie se téměř jistě týkají jiných, blízce příbuzných druhů.
V České republice je hojnější na Moravě, kde roste ostrůvkovitě od Vranovské přehrady po okolí Olomouce, Moravskou bránu a až k Valašským Kloboukům. Vyskytuje se nejvíce kolem Kroměříže a Brna, v Moravském krasu, Hostýnských vrších (Dřevohostice, Rajnochovice) a ve stepních oblastech Bílých Karpat (Strážnice, Radějov, Hluk). V Čechách se vyskytuje málo, obvykle jen ve středním Povltaví (Zlákovice, Štěchovice, Mníšek pod Brdy). Převážná část jeho lokalit bývá v kolinním a suprakolinním stupni, nejvyšší známé místo se v České republice nachází v nadmořské výšce 600 m n. m. u Korytné u Uherského Brodu, kdežto na Slovensku roste až do 1600 m n. m.

## Ekologie
Vyskytuje se ve světlých a hlavně suchých doubravách, po jejích okrajích, na teplých, slunných stráních, stejně jako na nepříliš stinných místech v teplomilných křovinách. Roste na půdách mělkých, vysychavých, částečně i kamenitých, které jsou neutrální až mírně zásadité, často dává přednost bazickému podloží. Je hemikryptofyt kvetoucí od konce března do května. Počet chromozomů 2n = 18, stupeň ploidie x = 2.

## Popis
Vytrvalá, trsnatá bylina vysoká 20 až 50 cm, která má přímou a jednoduchou lodyhu vysokou 20 až 40 cm a vyrůstá z krátkého vícehlavého oddenku, jež má spoustu vláknitých kořínku. Listy v přízemní růžici mají dlouhý, křídlatý řapík a jejich chlupatá, celistvá, šedě zelená čepel bývá dlouhá 20 až 30 cm a široká 5 až 9 cm. Je tvaru široce vejčitého, u báze je náhle zúžená a na vrcholu tupě zašpičatělá; celé listy se zvětšují ještě i po odkvětu. Dlouze chlupatá lodyha mívá čtyři až osm, střídavě vyrůstajících, podlouhlých či vejčitě kopinatých, zelených, neskvrnitých, celistvých a oboustranně chlupatých listů. Lodyžní listy jsou dlouhé 4 až 6 cm, široké 1 až 2 cm a svou poloobjímavou bázi k lodyze přisedají. V trsu jedné rostliny společně vyrůstá pět až šest lodyh, z nichž všechny nebývají kvetoucí.
Květy mívají tmavě červenou až modře fialovou barvu, rostou na krátkých, hustě chlupatých stopkách, jsou oboupohlavné, pravidelné, na omak lepivé a vytvářejí chudé vijany. Celé květenství se skládá buď ze dvou vrcholových, anebo jednoho až dvou bočních vijanů vyrůstajících z paždí listenů. Kalich je velký 10 až 14 mm, má zvonkovitý tvar a do poloviny je rozčleněný v pět trojúhelníkovitých, špičatých cípů porostlých lepkavými žlázkami. Současně se zráním plodů se vytrvalý kalich dále zvětšuje. Koruna je dlouhá 15 až 18 mm, má nálevkovitý tvar, při rozkvětu bývá tmavočervená, ale záhy je sytě modrofialová, její trubka má plátky na konci zaokrouhlené. V květu je pět tyčinek s nitkami přirostlými ke korunní trubce, volné jsou až těsně pod podélně se otvírajícími žlutými prašníky s pylovými zrny kulovitého tvaru. Gyneceum je synkarpní a dvoupouzdrý semeník, jež má v pouzdru po jednom či dvou vajíčkách, nese heterostylické čnělky s bliznami uzavřenými v korunní trubce. Květy jsou opylovány hmyzem slétající se na nektar vylučovaný žlázkami uvnitř koruny.
Plody z jednoho květu jsou čtyři tvrdky vejčitého tvaru, které ve zralosti volně sedí v otevřeném vytrvalém kalichu. Jsou do 5 mm dlouhé, tmavě hnědé, zprvu pýřité a později lysé i lesklé. Bývají rozšiřovány větrem nebo hmyzem, například je roznášejí mravenci.

## Význam
Plicník měkký je blízký příbuzný plicníku lékařskému a obsahuje tytéž léčivé látky, hlavně kyselinu křemičitou, stearovou a myristovou, neškodné saponiny, třísloviny, slizy, flavonoidy a alantoin. Dříve se z listů připravoval odvar působící příznivě na plíce (usnadňoval vykašlávání hlenů) i pro koupel při léčbě hemeroidů. Když však byl v rostlině zjištěn obsah zdraví nebezpečného alkaloidu, není její vnitřní užívání doporučováno.
Navíc je plicník měkký považován v české krajině za ohrožený druh (C3), je chráněnou rostlinou a proto jej nelze v české přírodě sbírat.